# Templo de Santo Domingo de Guzmán (Chiapa de Corzo)
El templo de Santo Domingo de Guzmán
a de Corzo se ubica en la margen derecha del río Grijalva, que aquí recibe el nombre de río Grande de Chiapa, sobre terreno llano; el terreno en el cual se asienta está entre la ribera del río y la plaza mayor de la población.

## Historia
El Templo de Santo Domingo de Guzmán de Chiapa de Corzo, conocido localmente como la Iglesia Grande. Fue construido durante la segunda mitad del siglo XVI (1554) y su edificación se atribuye al fraile de origen portugués Pedro de Barrientos.
El templo de Santo Domingo es el más preservado de la arquitectura religiosa chiapaneca del siglo XVI, su planta de tres naves, artesonado, cúpulas nervadas sobre el crucero y el presbiterio, está relacionado con el modelo de las iglesias mudéjares de la región Sevillana de España. Fue hecho en ladrillo en estilo mudéjar renacentista; posee una planta basilical de tres naves al estilo de las iglesias románicas, con arcos en los muros intermedios y techumbre a dos aguas con alfarje de madera.
El templo es una obra arquitectónica que marca el esplendor del siglo XVI, con sus inspiraciones góticas, renacentistas y neoclásicas; poseedora de una de las campanas más grandes del país y de América, la cual se encuentra en su torre principal o Campanario. La entrada principal se encuentra en uno de los lados cortos del rectángulo que conforman las tres naves y en el opuesto se ubica el ábside que contiene el altar. 
Los edificios basilicales se inspiraron en la arquitectura de la Roma pagana y fueron las construcciones más importantes del cristianismo primitivo, a partir del siglo IV. Las naves se cubrían con armaduras de madera siendo más alta la central que las laterales para dar lugar a las ventanas que iluminaban el centro.

## Galería

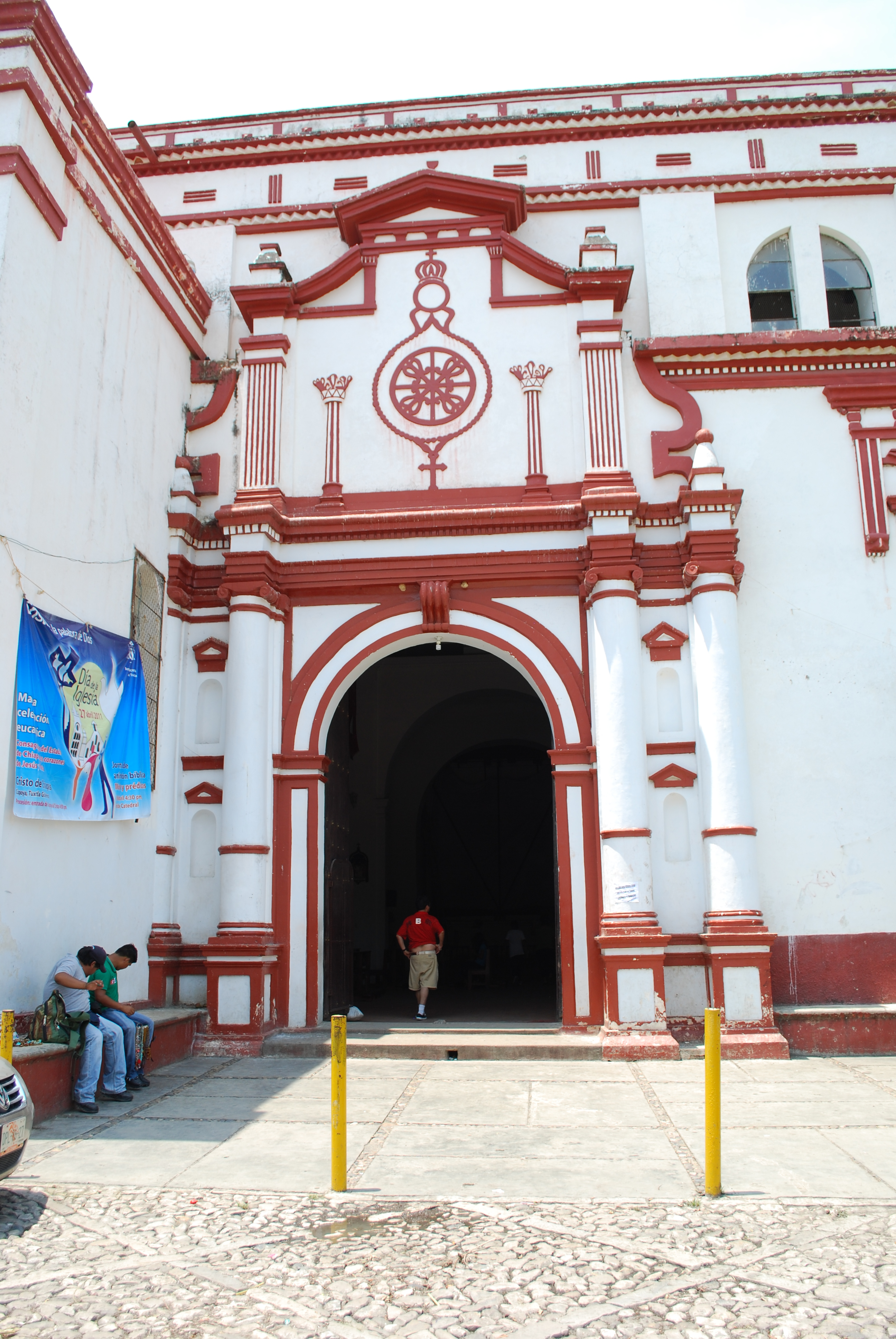
Detalles renancentistas del S. XVI.
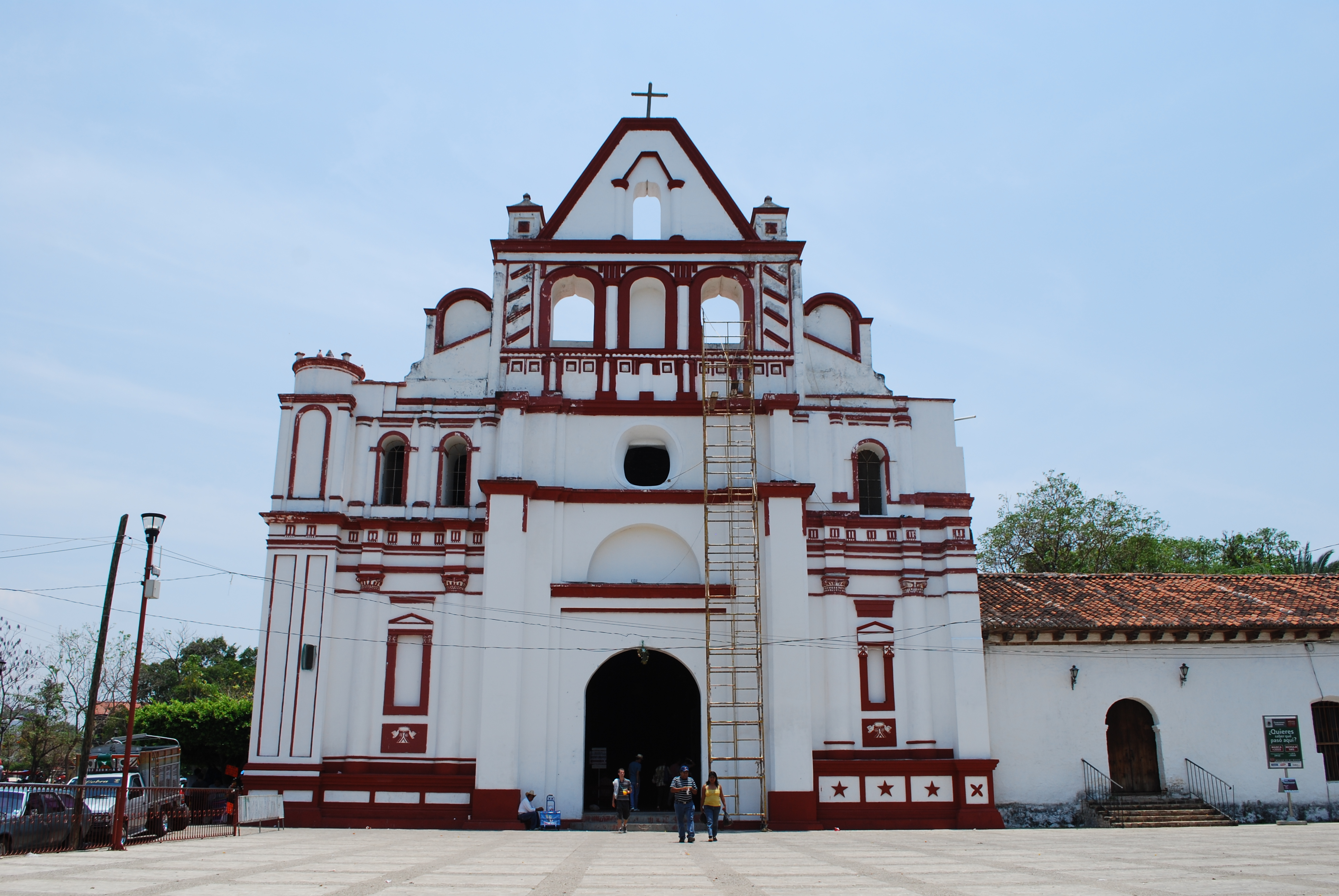
Entrada principal conocida como La Puerta del Perdón.
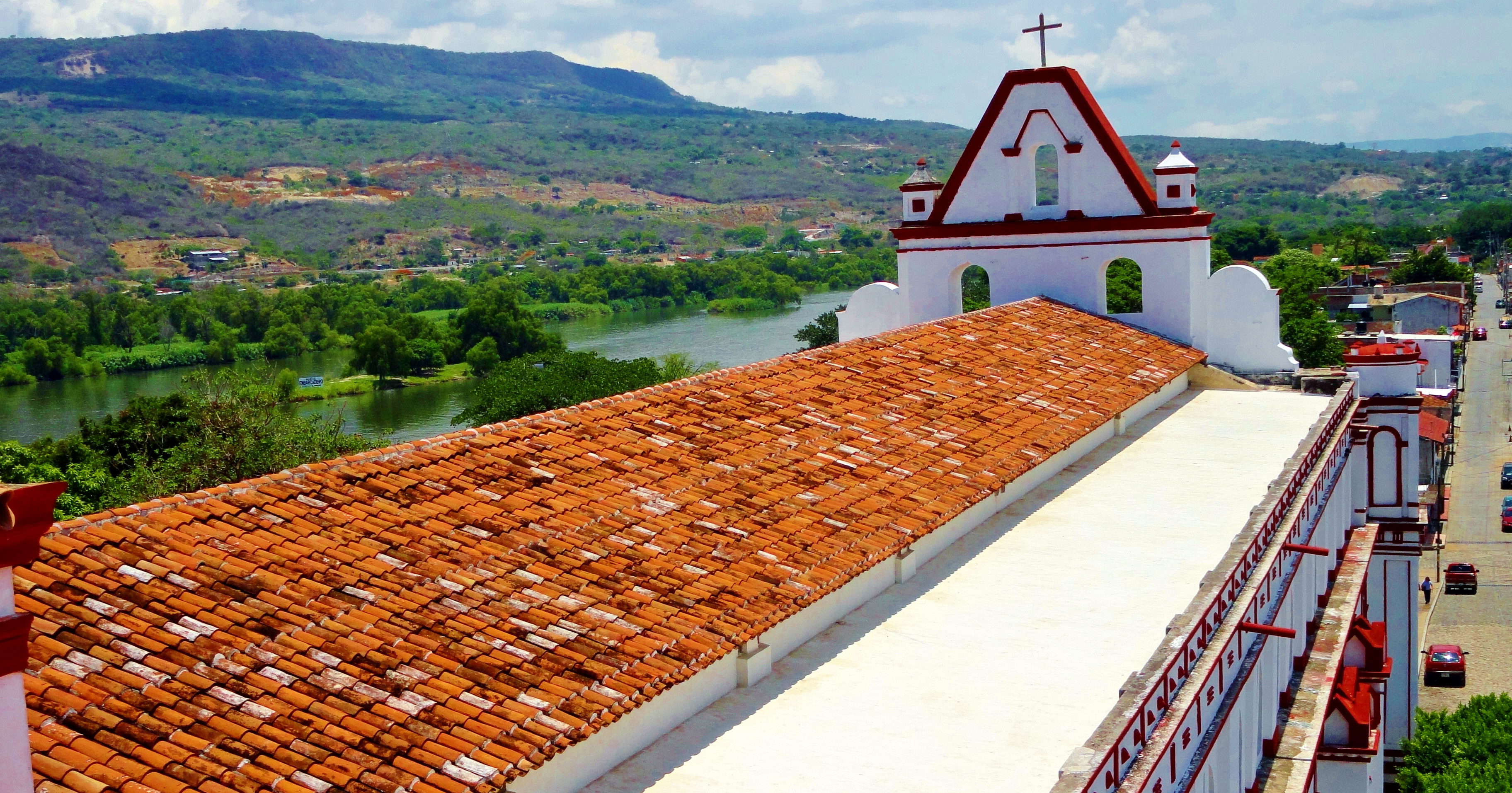
Tejados iglesia de santo Domingo de Guzmán de Chiapa de Corzo.
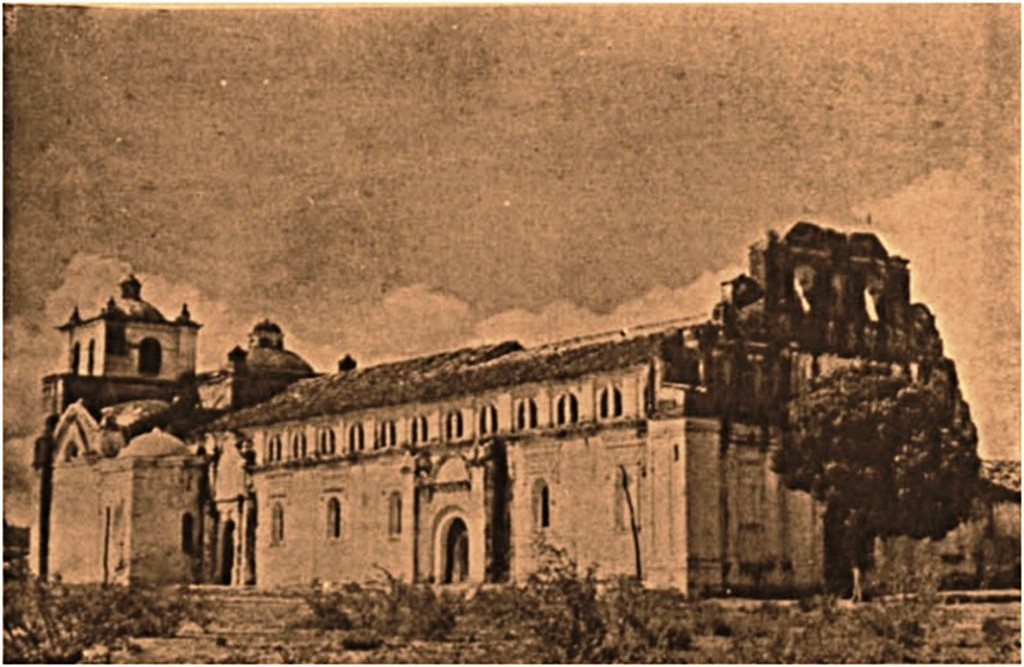
Iglesia de Santo Domingo de Guzman o la Iglesia Grande.
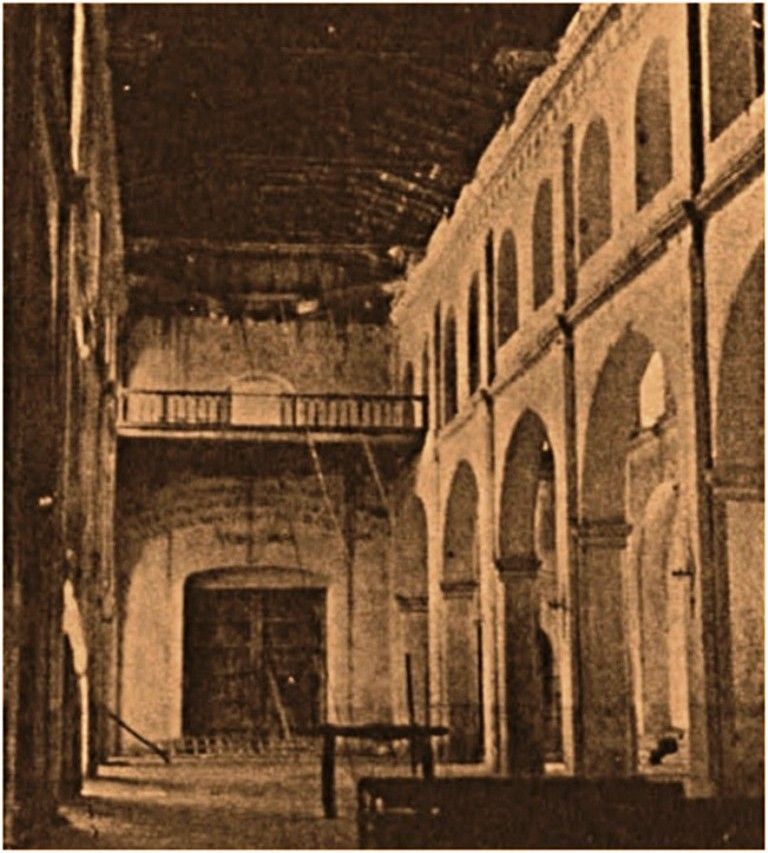
Interior de la Iglesia Grande, Al fondo la Puerta del Perdón.
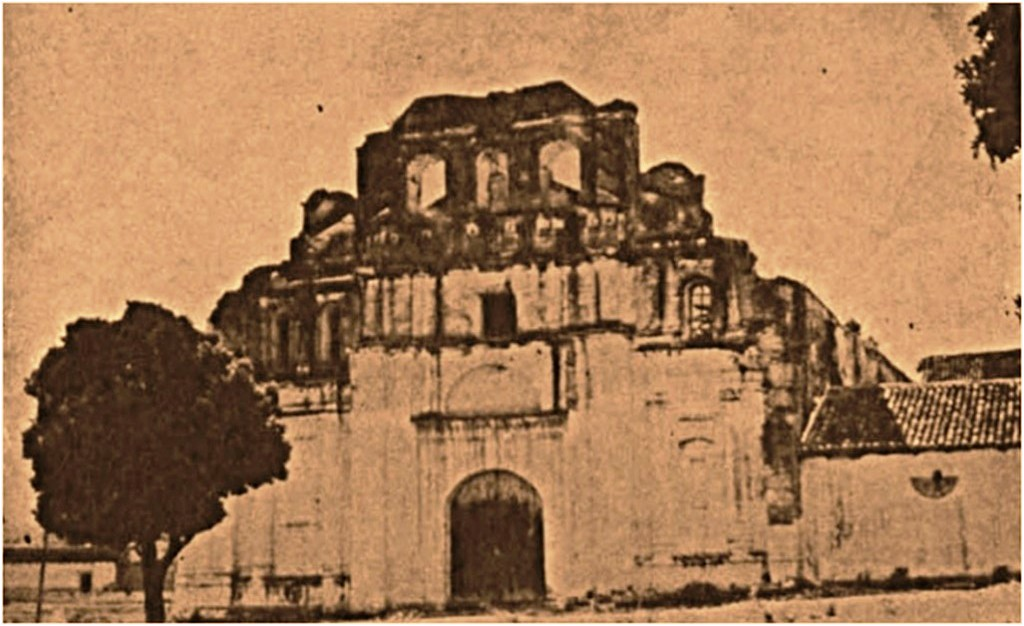
Atrio de la la Iglesia Grande.